# Fanny Eaton

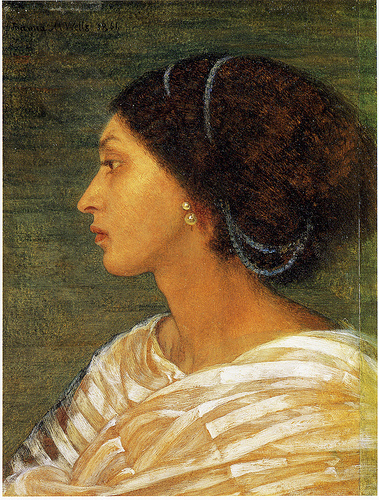
Head of a Mulatto Woman, ein Porträt von Fanny Eaton, Ölgemälde von Joanna Mary Boyce

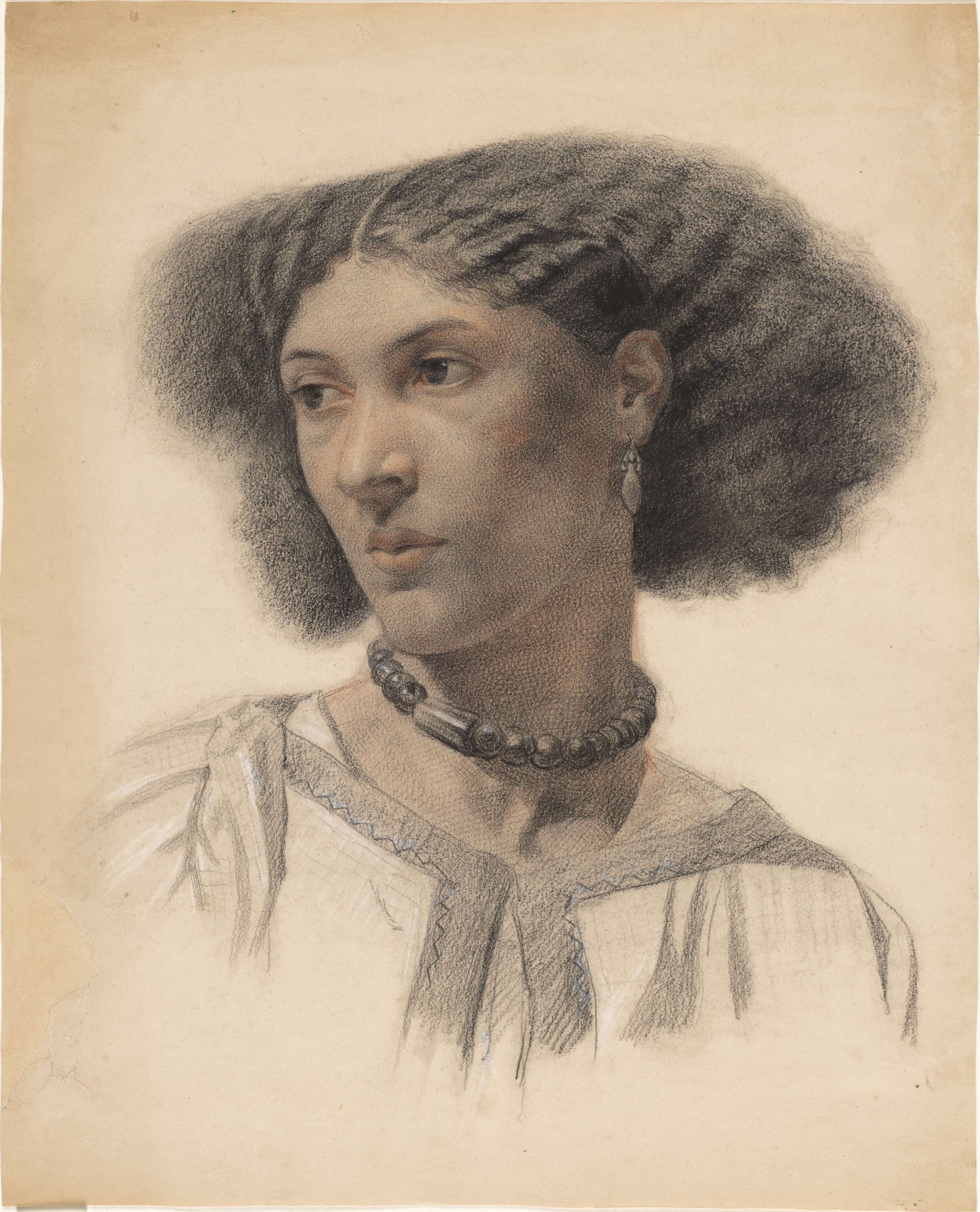
Zeichnung Mrs. Fanny Eaton von Walter Fryer Stocks

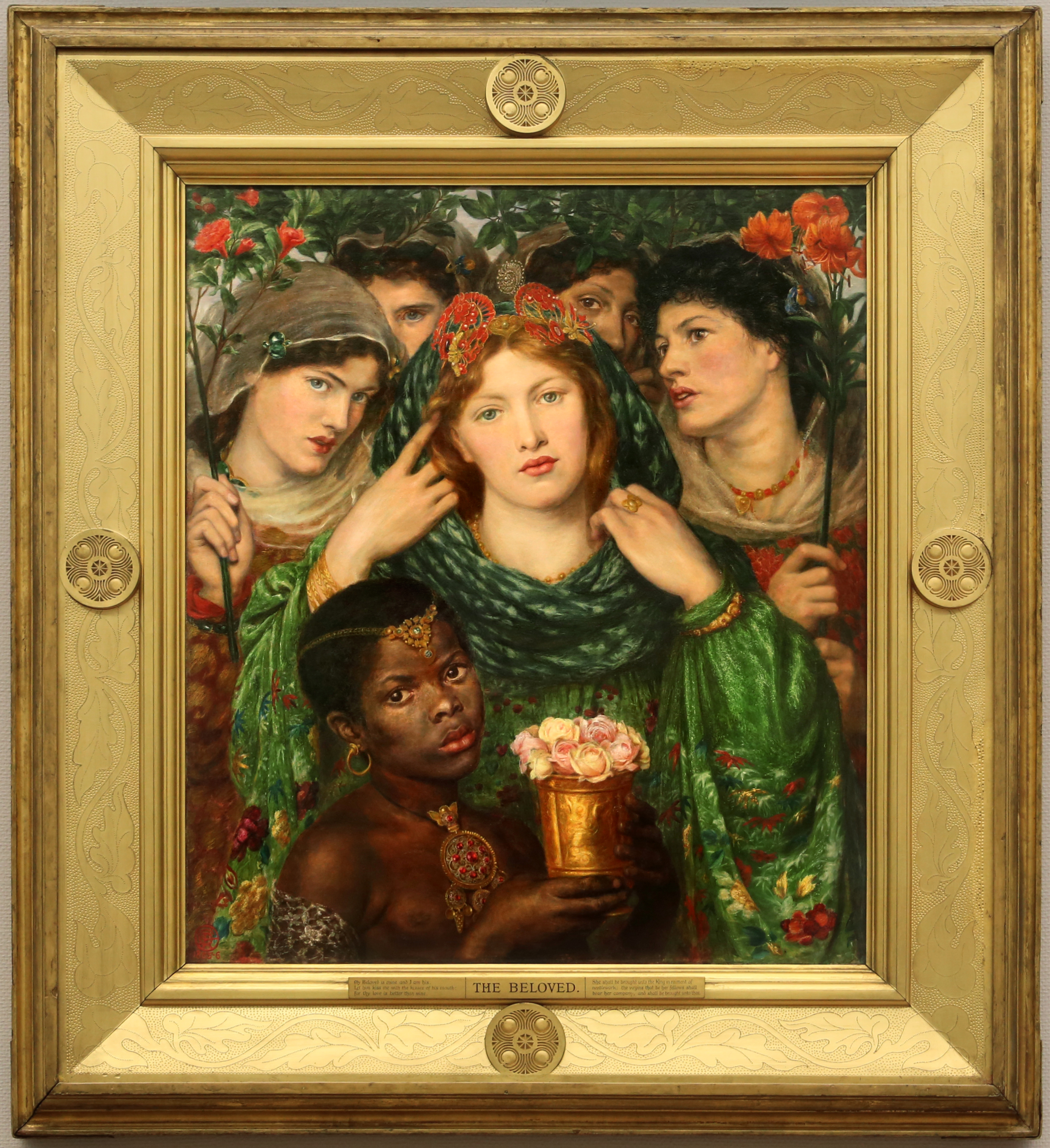
The Bride, 1865. Ölgemälde von Dante Gabriel Rosetti

 Fanny Eaton  (* 23. Juni 1835 in Saint Andrew Parish Jamaika; † 4. März 1924 in Hammersmith England) war ein jamaikanisch-britisches Künstlermodell von Simeon Solomon, Dante Gabriel Rossetti, John Everett Millais, Joanna Mary Boyce, Rebecca Solomon und anderen Präraffaeliten.

## Leben und Werk
Eaton wurde als Fanny Antwistle oder Entwhistle von Mathilda Foster geboren, einer ehemaligen Sklavin afrikanischer Abstammung, die auf Plantagen in britischem Besitz gearbeitet hatte. Wahrscheinlich hatte Eaton einen weißen europäischen Vater, möglicherweise den britischen Soldaten James Entwistle (oder Antwistle). Es wurden noch keine wesentlichen Informationen über Eatons Vater gefunden. Der atlantische Sklavenhandel war 1807 verboten worden, aber erst 1834 wurde die Sklaverei in den britischen Kolonien vollständig abgeschafft. Trotz neuer Gesetze blieben viele versklavte Personen weitere sechs Jahre als „Lehrlinge“ an ihre früheren Herren gebunden, bis 1838 weitere Gesetze zur Abschaffung der Lehrlingsklausel verabschiedet wurden und alle ehemaligen Sklaven britische Staatsbürger wurden. Alle Kinder wurden als freie Bürger in einer britischen Kolonie geboren.
In den 1840er Jahren kam Eaton mit ihrer Mutter nach England und arbeitet 1851 in London als Hausangestellte. Als sie volljährig wurde, lebte sie mit dem Pferdekutschenfahrer James Eaton in den Londoner Coram Fields und sie hatten zwischen 1858 und 1879 zusammen zehn Kinder. Ihr Urenkel Brian Eaton vermutet, dass sie nicht verheiratet waren, da nie eine Urkunde gefunden wurde. Der Maler Simeon Solomon lebte mit seiner Familie in der Nähe ihres Wohnsitzes, wo sie als Putzfrau arbeitete, so dass er sie als Modell entdeckt haben kann. Von 1858 bis 1868 war sie regelmäßig bei der Royal Academy of Arts als Künstlermodell beschäftigt. Aufzeichnungen zeigen, dass ihr im Juli 1860 15 Schilling für drei Sitzungen gezahlt wurden. Sie erschien auf zahlreichen präraffaelitischen Zeichnungen und Gemälden von ca. 1859 bis 1867. Sie war für unterschiedliche Themen gefragt, und wahrscheinlich waren die Kinder, die neben ihr auf Gemälden erscheinen, ihre eigenen. 1860 wurde ihr Gesicht in der Akademie Ausstellung der Royal Academy in dem Gemälde von dem neunzehn Jahre alten Simeon Solomon „Die Mutter von Moses“ gezeigt. Das Thema des Bildes stammte aus dem Buch Exodus und zeigt eine Szene familiärer Bindung, kurz bevor Mose in einen Korb gelegt und im Nil ausgesetzt wird. Da Eaton gerade ihren Sohn James zur Welt gebracht und eine zweijährige Tochter hatte, könnte dieses Gemälde Eatons eigene Familie darstellen. Sie war auch Modell für Rossetti, John Everett Millais, Joanna Boyce Wells, Rebecca Solomon und andere. Auch Zeichnungen von Frederick Sandys identifiziert man als Studien von Eaton, ebenso wie eine Ölstudie des australischen Künstlers Robert Hawker Dowling, der um 1860 in London aktiv war.
Die Präraffaeliten repräsentierten sie als exotische Charaktere, als Hebräisch, Orientalisch und Indisch, niemand hat sie als Jamaikanerin gemalt. In dem Zeitraum, in dem sie für die Präraffaeliten Modell stand, gebar sie fünf Kinder. 1868 hörte sie auf Modell zu stehen und bekam 1871, 1872, 1876 und 1879 weitere Kinder. Nachdem James Eaton 1881 verstorben war, musste sie ihre überlebenden Kinder alleine großziehen und versorgen. Sie lebte seit 1871 als Näherin in Kensington und 1891 war sie Haushälterin in Hammersmith. 1901 war sie Hausköchin bei einem Weinhändler auf der Isle of Wight und 1911 lebte sie mit ihrer Tochter Julia, Julias Ehemann und zwei Kindern in Hammersmith. Sie starb 1924, höchstwahrscheinlich im Haus eines ihrer Kinder. Ihre letzte Ruhestätte war der Friedhof an der Margravine Road in Hammersmith.
2018 führte die Zeitung The Voice sie anlässlich des 100. Jahrestages des Frauenwahlrechts auf neben Kathleen Wrasama, Olive Morris, Connie Mark, Diane Abbott, Lilian Bader, Margaret Busby und Mary Seacole als schwarze Frauen, die zur Entwicklung von Großbritannien beigetragen haben. Von Oktober 2019 bis Januar 2020 war Eaton eine von 12 Frauen, die in der Ausstellung der präraffaelitischen Schwestern in der National Portrait Gallery (London) vertreten waren.